# Konosa
Konosa (oroszul: Коноша) városi jellegű település Oroszország Arhangelszki területén, a Konosai járás székhelye.  	
Lakossága: 12 432 fő (a 2010. évi népszámláláskor).

## Fekvése
Az Arhangelszki terület déli részén, Arhangelszktől közúton kb. 600 km-re helyezkedik el. Jelentős vasúti csomópont: állomásán találkozik az észak-déli irányú Vologda–Arhangelszk vasútvonal a nyugat-keleti irányú Velszk–Kotlasz és onnan az északkeleti Vorkutába vezető vasútvonallal.

## Története
Konosa 1898-ban, az akkor épült Vologda–Arhangelszk vasútvonal egyik állomásaként keletkezett és az ottani kis folyócskáról kapta nevét. Első lakói természetesen az állomás építői és a vasút dolgozói voltak, de hamarosan a közeli Velszk kereskedői is üzleteket, raktárakat építettek. Az 1920-as években az állomás környéke egyre jobban benépesült. 1931-ben Konosát hivatalosan is településsé (munkástelepüléssé) nyilvánították. 1935-ben az akkor megalakított járás székhelye lett, ezt követően gyors fejlődésnek indult. Öt év alatt, 1940-re lakóinak száma megnégyszereződött.
1941 végén megindult a forgalom a Gulag-lágerek lakóinak munkájával rohamtempóban felépített Konosa–Kotlasz–Vorkuta vonalon. Az északkeleti vidékekről Konosán át áramlott a tüzelő- és építőanyag a háborúval sújtott központi körzetekbe. 
A háború utáni évtizedekben a településen faipari, élelmiszeripari vállalatok sora létesült. 1982-ben hatalmas takarmánygyárat helyeztek üzembe. A vasút a járműteleppel, javítóműhelyekkel és számos más részleggel együtt továbbra is a gazdasági élet alapja maradt.